# Liste der Members des Order of Canada/S
Diese Liste gibt einen Überblick aller Personen, denen die Auszeichnung Member of the Order of Canada verliehen wurde.

## S
1. M. A. Pauline Sabourin
2. Hubert Sacy (2015)
3. Anne M. Sado (2013)
4. A. Edward Safarian
5. Thérèse Saint-Bertrand
6. Gérard Saint-Cyr
7. Côme Saint-Germain
8. Annette Saint-Pierre
9. Jeanne-Marguerite Saint-Pierre
10. Marie Saint Pierre (2012)
11. Bernard Saladin d'Anglure
12. Geneviève Salbaing
13. Kenneth Charles Saltmarche
14. Morris Saltzman
15. Percy P. Saltzman
16. Samuel Sam
17. Sima Samar
18. Maurice Samson
19. Marion E. Samworth
20. Doreen McKenzie Sanders
21. James Sanders
22. Margaret Anne Sanders
23. Carole V. Sanderson
24. John Edgar Sandison
25. Bruce Sanford
26. Emanuele (Lino) Saputo (2012)
27. Polly Sargent
28. Tsutae Sato
29. Guylaine Saucier
30. Marjorie-Anne Sauder (2013)
31. Kenneth Charles Sauer
32. Doris J. Saunders
33. T. V. Claude Saunders
34. Charles Joseph Sauriol
35. Guy Savard
36. Peter Savaryn
37. Alexandre-J. Savoie
38. Bernard Savoie
39. Joseph Alexandre Richard Savoie
40. Maurice Savoie
41. Roméo Savoie
42. William G. Saywell
43. Arthur R. A. Scace
44. Alan K. Scales
45. Thelma R. Scambler
46. Arthur Reginald Scammell
47. Alan W. Scarth
48. Sandra Scarth (2015)
49. Ezra Schabas
50. Ricky Kanee Schachter
51. Robert D. Schad
52. Carl Fellman Schaefer
53. Otto Schaefer
54. Theodore P. Schaefer
55. Peter Albrecht Schaerer
56. Joseph Schatzker
57. Teresa A. Schellinck
58. Ernesto L. Schiffrin
59. Erwin Schild (2001)
60. Ruth Boswell Schiller
61. Lionel Howard Schipper
62. Steven Schipper (2012)
63. Joe Schlesinger
64. Elexis Schloss (2013)
65. John L. Schlosser
66. Barbara Kristina Schmidt (2015)
67. Bonnie Schmidt (2015)
68. Aurel Schofield (2013)
69. Blanche Schofield-Bourgeois
70. Gustav A. Schousboe
71. François Schubert (2015)
72. Seymour Schulich
73. Albert Schultz (2013)
74. Paul Hudson Schurman
75. Linda Schuyler
76. Edward Sydney Schwartz
77. Barbara Scott
78. Dennis George Scott
79. Graham Wilson Shatford Scott
80. Lorne Scott
81. Michael D. Scott
82. Alfred John Scow
83. Charles S. Scranton
84. Geoffrey G. E. Scudder
85. J. Blair Seaborn
86. Herbert W. Seagrim
87. Barbara Seal
88. Norma L. Sealey
89. Joseph A. Sealy
90. David Harry Searle
91. Leo Bernard Sears
92. Edmund Alexander Sebestyen
93. Lloyd Calvin Secord
94. Alvin Cramer Segal
95. Hugh Segal
96. Joseph Segal
97. Sydney Segal
98. Naomi Segal-Bronstein
99. Jeannine Séguin
100. Nabil G. Seidah
101. Daniel Seillier
102. Elizabeth Suzanne Semkiw
103. Yoshio Senda
104. Kathleen (Kathy) Sendall (2011)
105. Raymond Setlakwe
106. John Sewell
107. Sybil Shack
108. Paul Shaffer
109. Marie Ada Shales
110. David William Shannon
111. Joseph Shannon
112. Kathleen Shannon
113. Benjamin Shapiro
114. Evelyn Shapiro
115. Jack Rae Shapiro
116. Marla Shapiro (2015)
117. Anna Wilson Sharpe
118. C. Richard Sharpe
119. Shirley Sharzer
120. Allan C. Shaw
121. George O. Shaw
122. Lloyd R. Shaw
123. Ralph Lester Shaw
124. John V. Sheardown
125. Zena Kahn Sheardown
126. Archibald R. Shearer
127. Belle Shenkman-Smith
128. Michael Shenstone
129. Roy Shephard (2014)
130. John G. Sheppard
131. E. Marion Sherman
132. Joseph Howard Sherman
133. Susan Sherwin (2015)
134. George Leslie Shields
135. Kenneth William Daniel Shields
136. T. Clayton Shields
137. Brigitte Shim
138. Henry J. Shimizu
139. Hide H. Shimizu
140. Helene Shingles
141. Martin Hayter Short
142. Mamdouh Shoukri (2013)
143. Josephine (Josie) Sias
144. Herbert E. Siblin
145. Gilbert Sicotte (2013)
146. Louise Sicuro (2011)
147. Haroon Siddiqui
148. Angela Sidney
149. Karl Siegler (2014)
150. Norma Jill Sieppert
151. Michael C. Sifton
152. Svein Sigfusson
153. David P. Silcox
154. Linda Silver Dranoff
155. Robert Silverman (2013)
156. Cyril Simard (2012)
157. René Simard (2014)
158. Sarah Simon
159. Andrew Alexander Simone
160. Joan Simone
161. Roch Simoneau
162. Jennifer Allen Simons
163. Allan J. Simpson
164. Bernard Simpson
165. Edith Child Rowles Simpson
166. Norman M. Simpson
167. Sandra Simpson
168. Hugh Sinclair
169. William M. Sinclair
170. T. Sher Singh
171. Geoffrey Gordon Singleton
172. Margaret Sinn
173. Paul Siren
174. Charles Sirois
175. Raymond E. Sirois
176. Josef Škvorecký
177. Gordon C. Slade
178. Allan Slaight
179. Robert W. Slater
180. Harriet J. Sloan
181. Frederick Earle Sloane
182. Cela Sloman
183. Robert Smallboy
184. Patricia Smart
185. Vaclav Smil (2013)
186. Ian Smillie
187. Wladimir Smirnoff
188. Ascher I. Smith
189. David Smith
190. David Chadwick Smith
191. Donald Graham Smith
192. Donald James Smith
193. Douglas A. Smith
194. Elijah E. Smith
195. Elvie Lawrence Smith
196. Ernest Alvia (Smokey) Smith
197. Gordon A. Smith
198. Hank Smith
199. Ian C. P. Smith
200. Jori Smith
201. Margaret Smith
202. Michael J. Smith
203. Peter R. Smith
204. Reimer M. Smith
205. Shirlee Anne Smith
206. Steve Smith
207. Stuart Allen Smith
208. Thomas H. Smith
209. Tricia Smith
210. Henry A. Smitheram
211. Bernard Snell
212. Deryk Snelling
213. Samuel Sniderman
214. Gérard Snow
215. Thomas Eric D'Oyly Snow
216. Joan C. Snyder (2013)
217. David F. Sobey
218. Donald Creighton Rae Sobey (2013)
219. James A. Soden
220. George Charles Solomon
221. Janet Somerville
222. Brijendra K. Sood
223. Glen Sorestad
224. Raoul Sosa
225. A. Gordon South
226. Ann Southam
227. Jean MacMillan Southam
228. Jeffrey Spalding
229. Donald Frederick Spankie
230. Herbert O. Sparrow
231. John S. Speakman
232. Edwin A. Spearing
233. J. Murray Speirs
234. Ahab Spence
235. Mary Eileen Spencer
236. Michael Desbois Spencer
237. John R. Sperry
238. Ann Margaret Spicer
239. Erik John Spicer
240. E. Noël Spinelli
241. Lawrence Spitzig
242. Margaret Spoelstra (2011)
243. Boris Spremo
244. George P. G. Springate
245. Eric S. Sprott (2013)
246. Brian J. Sproule
247. Gerald Squires
248. Raymond G. Squires
249. Guy St-Germain
250. Claude St-Jean
251. Claude St-Laurent
252. Jacques St-Pierre
253. Juliette A. St-Pierre
254. Edna Staebler
255. David Staines
256. Mavis Staines
257. Casimir G. Stanczykowski
258. F. Thomas Stanfield
259. Joseph C. Stangl
260. Alain Stanké
261. John Stanton
262. Ethel Stark
263. Percy Starr
264. Gordon Wesley Staseson
265. Taylor Statten
266. Steve A. Stavro
267. John Stearn
268. Joan Stebbins
269. Savella Stechishin
270. Phyllis L. Steele
271. Richard M. Steele
272. David L. Steen
273. Janice Gross Stein
274. H. Arnold Steinberg
275. André Steinmann
276. Howard J. Stensrud
277. Robert O. Stephens
278. Carol Stephenson
279. Abraham Stern
280. Max Stern
281. Ernest G. Sterndale-Bennett
282. Kent Stetson
283. David Stevens
284. Isabella Stevens
285. Stratton Denis Stevens
286. Lawrence H. Stevenson
287. Theresa Marie Stevenson
288. Anita Stewart (2011)
289. Clair Cuthbert Stewart
290. Donna Eileen Stewart (2014)
291. Elsa H. Stewart
292. Ian Henderson Stewart
293. Irwin Fraser Stewart
294. Norman McGregor Stewart
295. R. Arthur Stewart
296. Calvin Ralph Stiller
297. Gordon McKenzie Stirling
298. Claude St-Laurent (2011)
299. A. Jonathan Stoessl
300. Robert Stollery
301. James Riley Stone
302. Donald W. Storch
303. Frank J. Storey
304. Roy Alvin (Red) Storey
305. George M. Story
306. J. George Strachan
307. Grant Strate
308. Edith Strauss
309. Barry L. Strayer
310. Margaret M. Street
311. Frank Stronach
312. Harry Strong
313. Lawrence Strong
314. Stan Stronge
315. Wayne Strongman
316. Margaret S. Strongitharm
317. Alexander K. Stuart
318. Donald A. Stuart
319. Louise J. Stuart
320. Mary Alice Stuart
321. Basil Stuart-Stubbs
322. Paul Stubbing
323. Peter Stursberg
324. Constance L. Sugiyama (2014)
325. Françoise Sullivan
326. Sam Sullivan
327. Donna Patricia Summerhayes
328. Douglas K. Summerhayes
329. Jake Superstein
330. Jack Sures
331. Philip Surrey
332. Irene Orysia Sushko
333. A. Howard Sutcliffe
334. Garnette Sutherland (2011)
335. Christian T. Sutter
336. James C. Swail
337. Erwin Michael Swangard
338. Gordon C. Swann
339. Cecil Swanson
340. Vera Swanson
341. Arthur H. Sweet
342. Dennis Sweeting
343. Allan Stewart Swim
344. Constance Alexa Swinton
345. George Swinton
346. Beth Symes
347. E. Leigh Syms (2015)
348. Tibor I. Szabo
349. George Szasz
350. Emoke J. E. Szathmáry
351. Charles Szathmary de Kovend